# Chariot porte-conteneurs

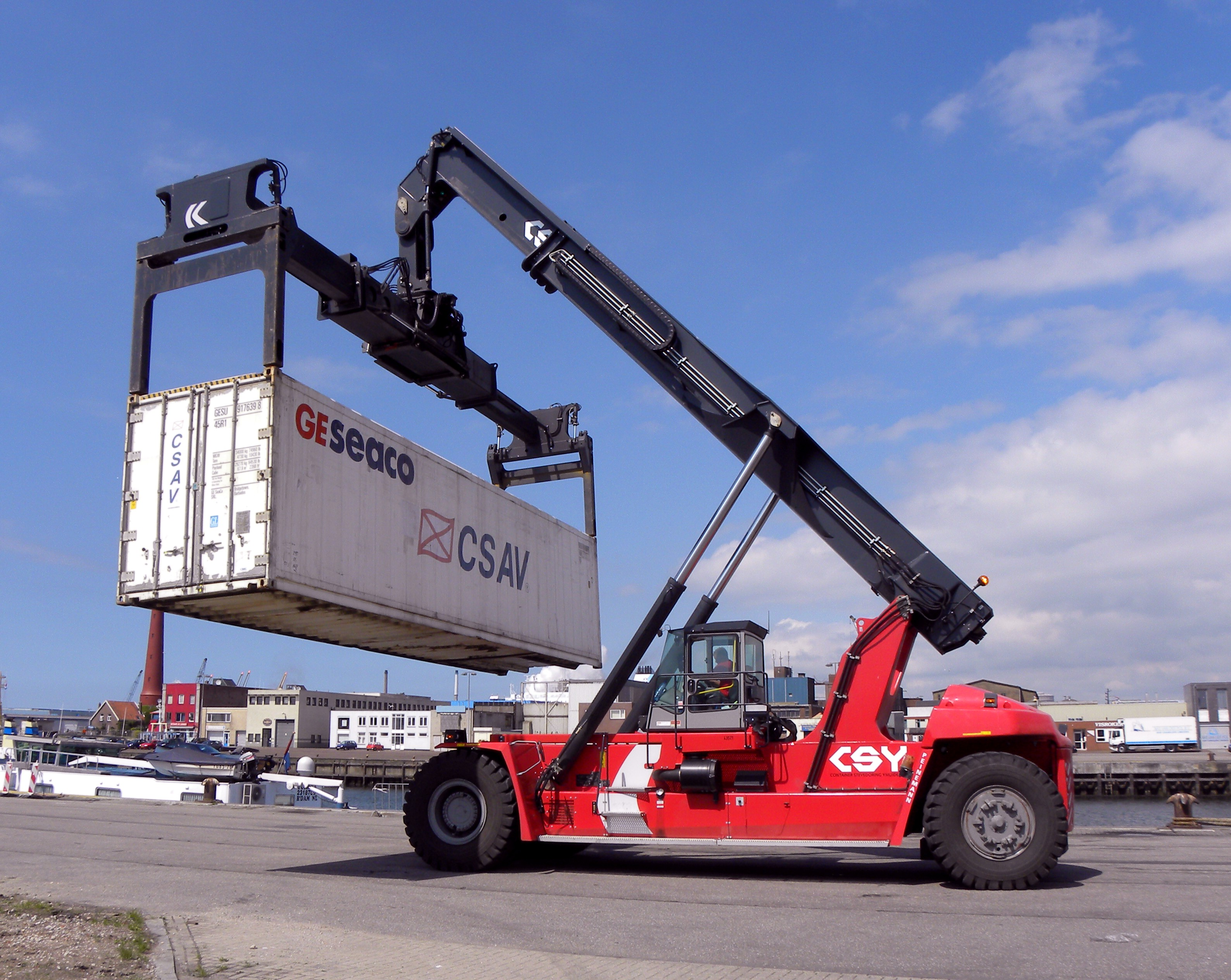
Chariot porte-conteneurs

Un chariot porte-conteneurs est un véhicule utilisé pour la manutention de conteneurs de fret intermodaux dans de petits terminaux ou des ports de taille moyenne. Les chariots porte-conteneurs sont capables de transporter très rapidement un conteneur sur de courtes distances et de les empiler sur plusieurs rangées en fonction de son accès.
Les chariots porte-conteneurs ont gagné du terrain dans la manutention des conteneurs sur la plupart des marchés en raison de leur flexibilité et de leur capacité d'empilage et de stockage supérieure par rapport aux chariots élévateurs.
Il existe également des chariots porte-conteneurs vides qui ne sont utilisés que pour manipuler rapidement et efficacement des conteneurs vides.

## Galerie

Exemples de chariots porte-conteneurs
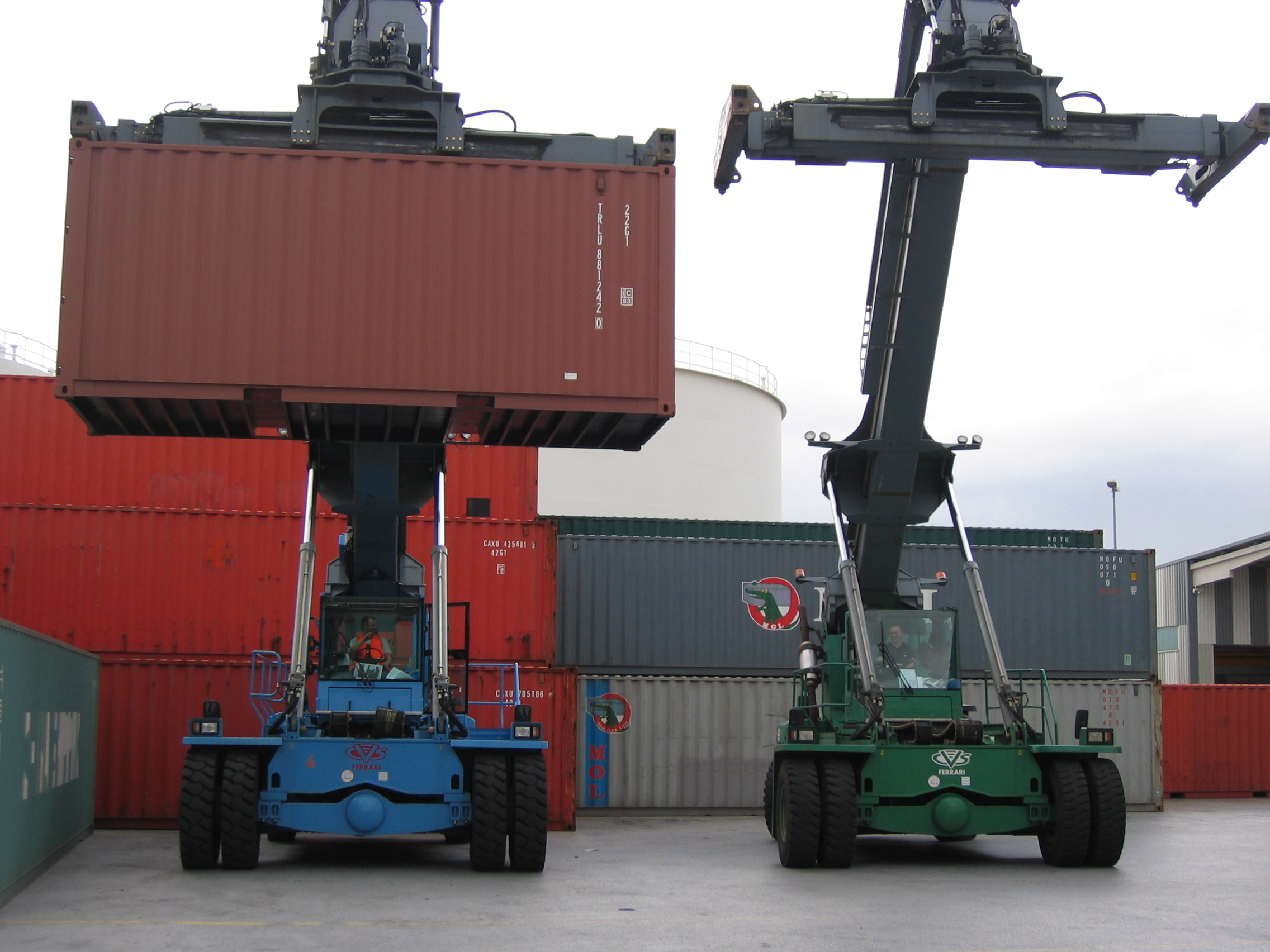
Vue frontale de deux chariots porte-conteneurs
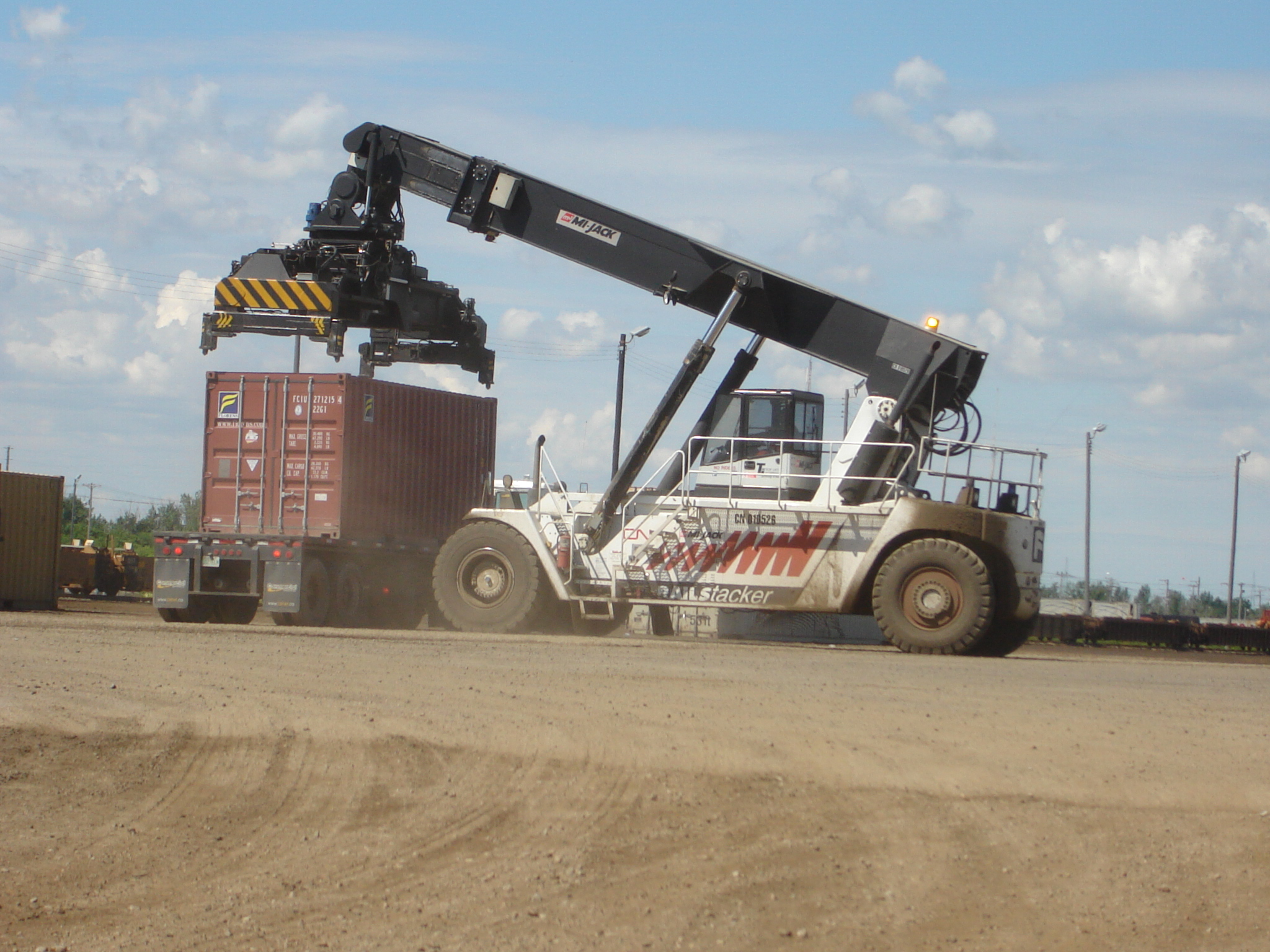
Chariot porte-conteneurs chargeant un conteneur d'un train sur un camion
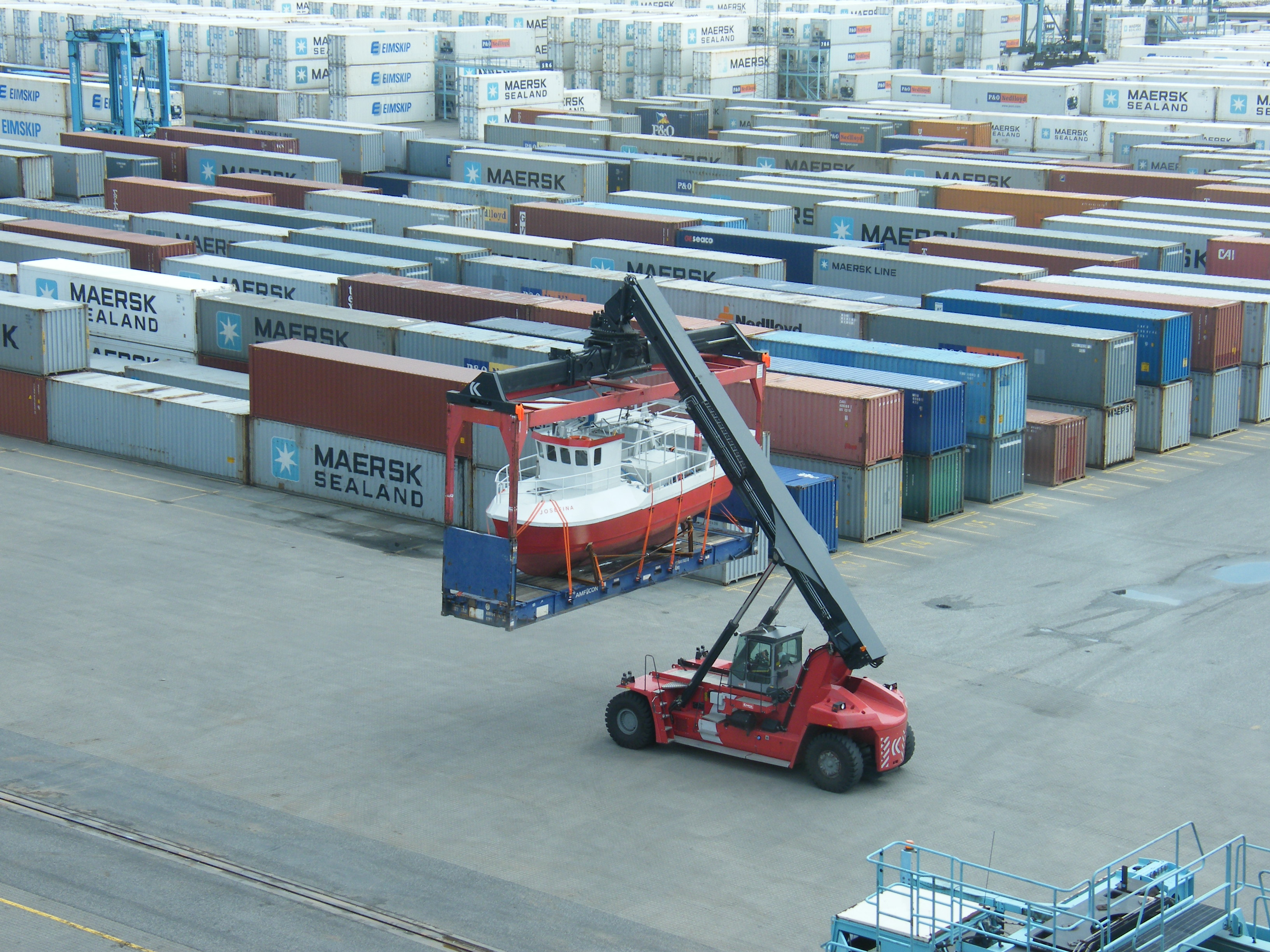
Chariot porte-conteneurs portant un petit navire sur un conteneur flat rack dans un parc à conteneurs
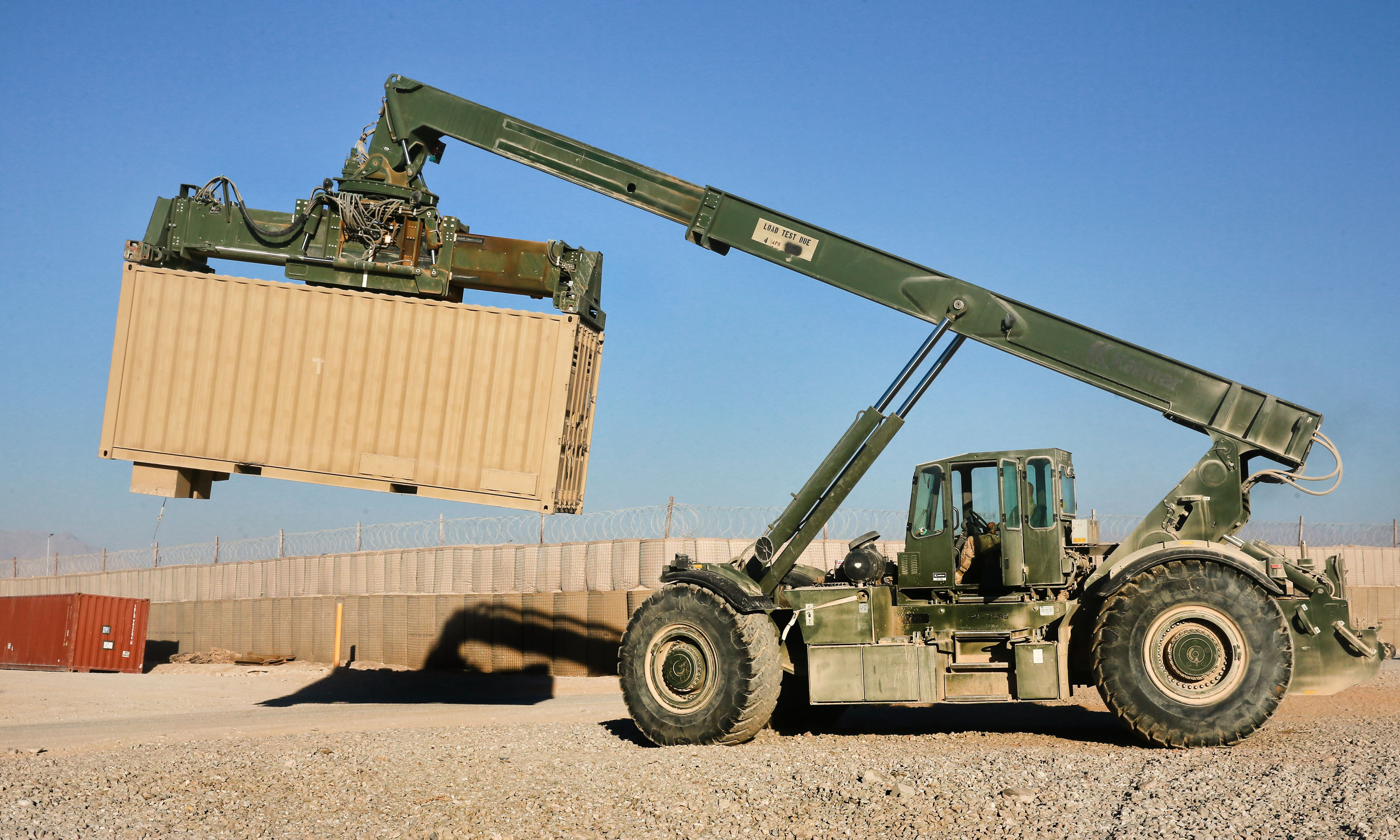
Chariot porte-conteneurs de l'armée des U.S.A
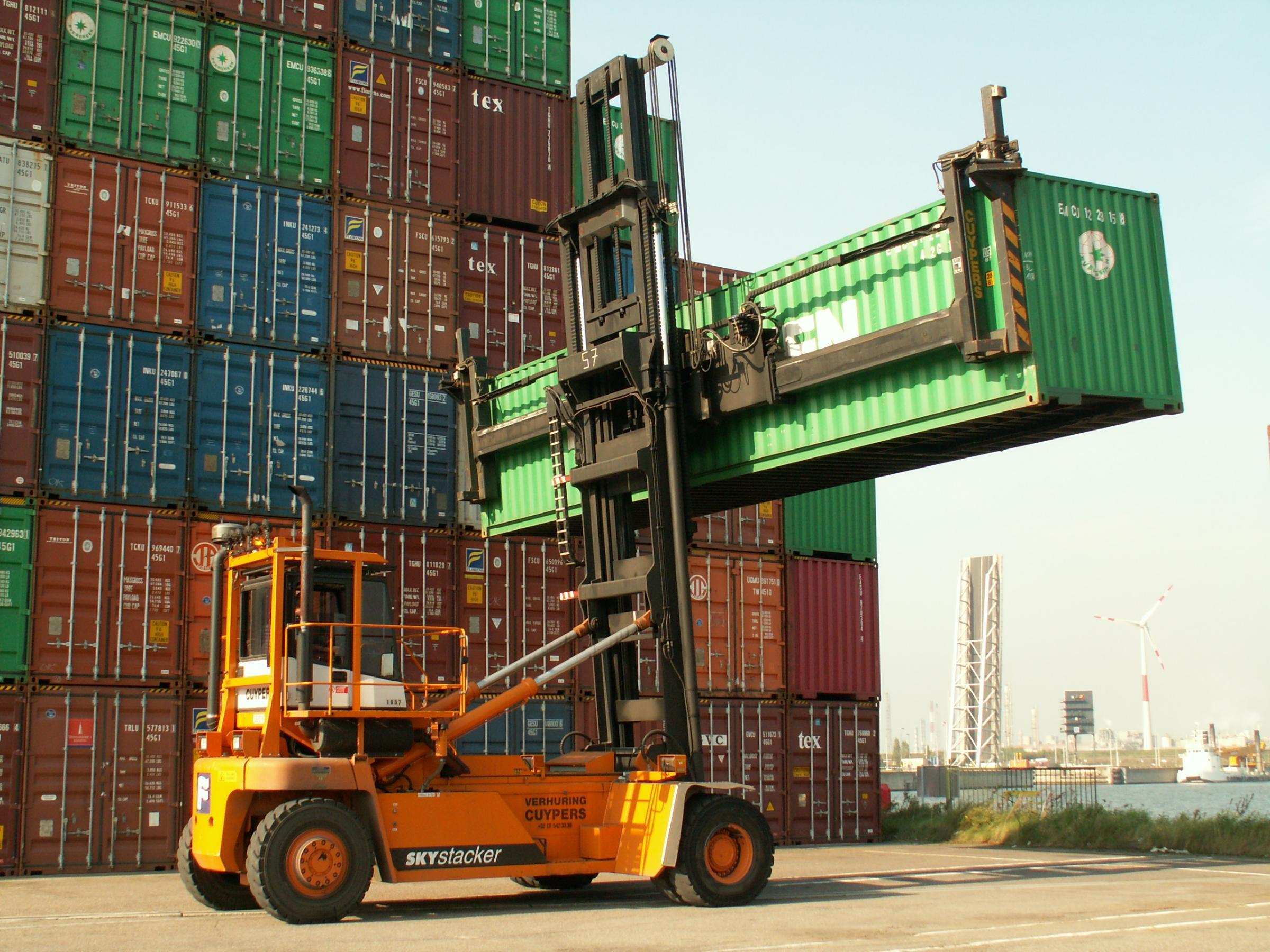
Le skystacker incorpore des éléments du chariot élévateur
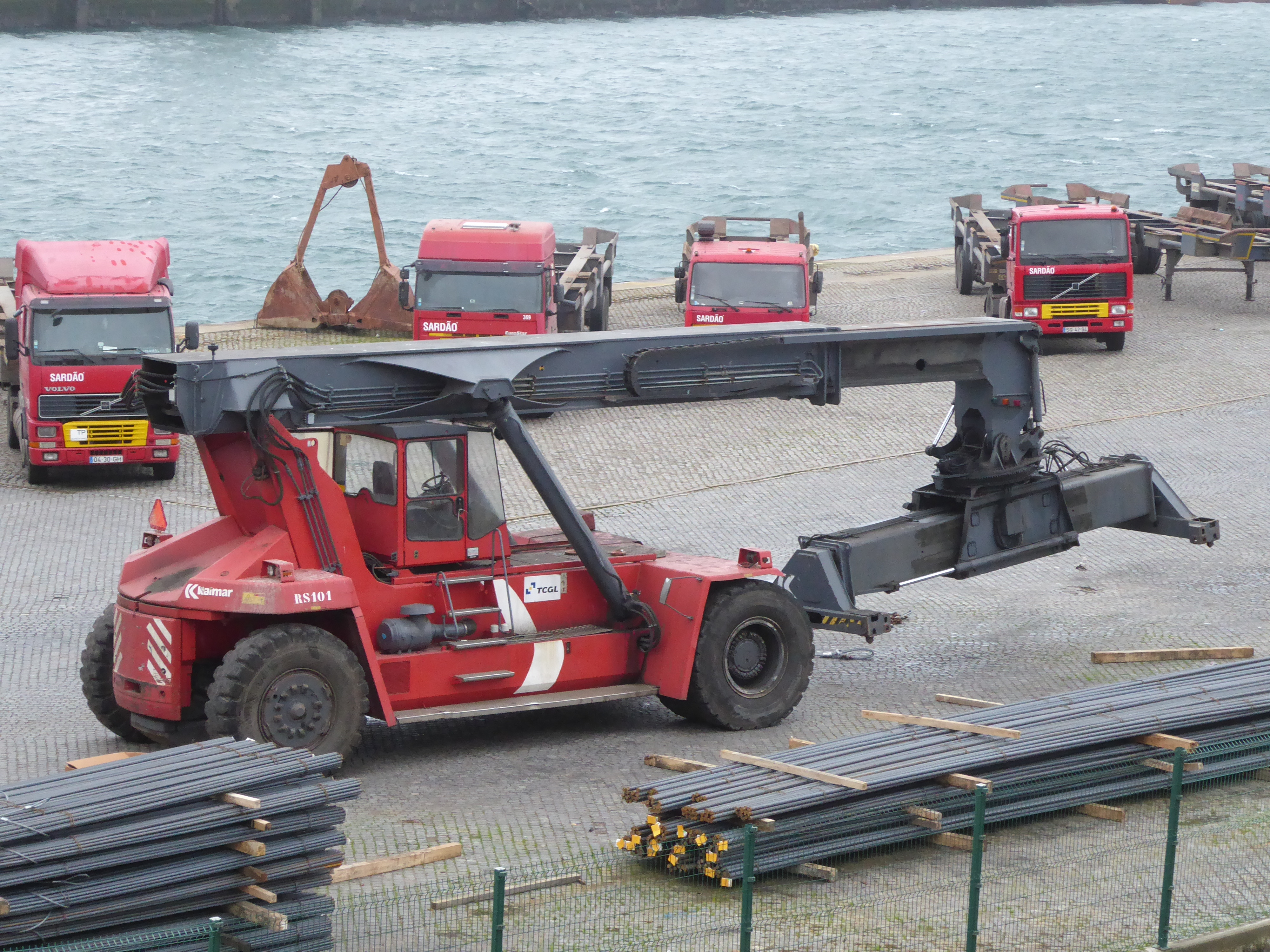
Un chariot porte-conteneurs - manœuvrant de l'équipement
- Chariot porte-conteneurs en opération